# The Electric Age
Albums de Overkill
Ironbound
(2010)
The Electric Age est le nom du quinzième album du groupe new-yorkais de thrash metal américain Overkill, sorti le 27 mars 2012 sur le label Nuclear Blast. La pochette a été dessinée par Travis Smith. Le premier single diffusé est le morceau Electric Rattlesnake.
L'album est disponible dans différents formats : CD, Digipack (avec un DVD bonus contenant un documentaire sur l'album et un commentaire de "Blitz"), vinyle et Picture-disc

## Titres
Toutes les chansons sont écrites et composées par DD Verni et Bobby « Blitz » Ellsworth.
| No  | Titre                     | Durée |
| --- | ------------------------- | ----- |
| 1.  | Come and Get It           | 6:18  |
| 2.  | Electric Rattlesnake      | 6:20  |
| 3.  | Wish You Were Dead        | 4:19  |
| 4.  | Black Daze                | 3:55  |
| 5.  | Save Yourself             | 3:44  |
| 6.  | Drop The Hammer Down      | 6:25  |
| 7.  | 21st Century Man          | 4:13  |
| 8.  | Old Wounds, New Scars     | 4:12  |
| 9.  | All Over But the Shouting | 5:30  |
| 10. | Good Night                | 5:37  |

## Composition du groupe
- Bobby Ellsworth dit Blitz (chant)
- Dave Linsk (guitare)
- Derek Tailer (guitare)
- Carlos D.D. Verni (basse)
- Ron Lipnicki (batterie)